# Kang Min-hyuk
Dans ce nom coréen, le nom de famille, Kang, précède le nom personnel.
Kang Min Hyuk, de son vrai nom Kang Min Hyeok (coréen : 강민혁 ;  japonais : カン・ミンヒョク ; chinois : 姜敏赫), né le 28 juin 1991 à Séoul, est un chanteur, musicien et acteur sud-coréen. Il est un membre du groupe CN Blue.

## Biographie

### Jeunesse
Il a passé son enfance à Ilsan, petit village à proximité de la ville de Goyang, dans la province du Gyeonggi, et a une grande sœur. Min Hyuk a fait ses études à l'université FNC Academy, puis à ensuite rejoint la FNC Music où il a rencontré Jung Yong-hwa et Lee Jong Hyun.

### Carrière
Il est surtout connu pour ses rôles à la télévision dans les séries télévisées (ou dramas), notamment dans It's Okay, Daddy's Girl (2010), Heartstrings (2011), dans laquelle il a chanté l'OST Star avec Jung Yong Hwa, leader de son groupe CN Blue, ou encore dans le film Acoustic (2010), avec Lee Jong Hyun.
Kang Min Hyuk fait partie depuis 2009 du boys band CN Blue en tant que batteur et chœur. Il a écrit la chanson Sweet Holiday pour leur mini-album Bluelove.
En 2012, il joue dans le nouveau drama de KBS intitulé My Husband Got A Family, interprétant le rôle de Cha Se Gwang.
En 2013, Kang Min Hyuk interprète le rôle de Yoon Chan-young dans le drama à succès The Heirs, aux côtés de Park Shin-hye et Lee Min-ho.

## Filmographie

### Cinéma
- 2010 : Acoustic (avec Lee Jong Hyun, un de ses partenaires de CN Blue)
- 2018 : The Princess and the Matchmaker (궁합) de Hong Chang-pyo : Kang Hwi

### Séries télévisées
- 2010 : It's Okay, Daddy's Girl (괜찮아, 아빠 딸) - Hwang Yeon Doo
- 2011 : Heartstrings (넌 내게 반했어) - Yeo Joon Hee
- 2012 : My Husband Got A Family (ou You Who Rolled In Unexpectedly, 넝쿨째 굴러 온 당신) - Cha Se Gwang
- 2013 : The Heirs - Yoon Chan Young
- 2016 : Entertainer (딴따라) - Ha Neul
- 2017 : Hospital Ship - Kwak Hyun
- 2023 : Celebrity - Han Jun-Kyung

## Apparition dans des clips
- 2010 : Orange Caramel - Magic Girl
- 2012 : Juniel - Illa Illa

## Publicités
2017: Bibiem lunettes de soleil (Corée du Sud)
2017: Ambassadeurs de Lotte hôtel (Corée du Sud)
- 2012 : Samsung Galaxy Note 10.1 (Corée du Sud)
- 2012 : T.G.I. Friday's (Corée du Sud)
- 2012 : CJ Olive Young (Corée du Sud)
- 2011 : Scotch Puree 10 Berry (Thaïlande)
- 2011 : BangBang (Corée du Sud)
- 2010 : NII (Corée du Sud)
- 2010 : Holika Holika (Corée du Sud)
- 2010 : Sony Ericsson Xperia X10 (Corée du Sud)
- 2010 : Skool Looks (Corée du Sud)